# My (album Iry)
My – studyjna płyta polskiego zespołu rockowego Ira wydana przez Agencję Muzyczną Polskiego Radia w 2016 roku.
Premiera albumu zbiega się z jubileuszem 30-lecia pracy artystycznej tej rockowej formacji. Album zawiera mocne, gitarowe brzmienia. Nie zabrakło też nastrojowych utworów jak ballada „Wybacz”. Całość okraszona jednością, dynamizmem i energią, doskonale oddaje aktualną atmosferę  w zespole. Utworami które promowały album zostały "Wybacz", „Powtarzaj to” oraz „Wymyśleni”
Nagrania uzyskały status złotej płyty.

## Lista utworów
Na podstawie materiału źródłowego.
1. „Powtarzaj to”
2. „Kamienie”
3. „Tam gdzie czas”
4. „Nie wszystko już było”
5. „Prawdę mów”
6. „Na krawędzi”
7. „Człowiek między nami”
8. „Wymyśleni”
9. „Wyspa ego”
10. „Wybacz”